# Максимілиан фон Прітвіц-унд-Гаффрон
Максимілиан фон Прітвіц-унд-Гаффрон (нім. Maximilian Wilhelm Gustav Moritz von Prittwitz und Gaffron, 27 листопада 1848, Берутув, Олесницький повіт, Нижньосілезьке воєводство — 29 березня 1917, Берлін, Німецька імперія) — німецький військовий, генерал-полковник. Учасник Австро-прусської, Французько-прусської та Першої світової війни.

## Життєпис
Максиміліан фон Пріттіц-унд-Гаффрон народився 27 листопада 1848 року в місті Берутув, Нижня Сілезія. Його батьками були генерал Густав фон Прітвіц, нащадок стародавнього сілезького дворянського роду, та Єлізавета фон Класс. В 1866 році у званні лейтенанта приєднався до 3-го гвардійського гренадерського полку. В період з 1873—1876 року проходив навчання в Прусській військовій академії. В 1879 році дістав підвищення й відбув для подальшого проходження служби у званні капітан до Генерального штабу. Брав участь у Французько-прусській війни де був відзначений Залізним хрестом II ступеню. У 1892 році отримав підвищення до оберст-лейтенанта, потім у 1894 році звання оберста і в 1896 році — генерал-майора.
На початку Першої світової війни вже у званні генерал-полковника був направлений для проходження служби у лавах 8-ї польової армії, де під його командуванням опинилися: 6 піхотних, 1 кавалерійська та три резерві дивізії загальною кількістю 120 тисяч чоловік. Головною задачею стала протидія російським імперським військам на Східному фронті у разі їхнього вторгнення до Східної Пруссії.
20 серпня 1914 року під час Гумбінен-Гольдапської битви німецькі війська втратили загалом 14 тисяч 800 осіб, у тому числі 10 тисяч 500 чоловік в 17-му корпусі Августа фон Макензена. Поразка центрального корпусу створювало серйозну загрозу 8-й армії в цілому і тому Максиміліан фон Пріттіц-унд-Гаффрон віддав наказ про відведення військ. За це рішення, що фактично означало втрату території Східної Пруссії, начальник Генерального штабу Гельмут Мольтке відкликав фон Прітвіца до Берліну. На його місце було призначено Пауля фон Гінденбурга. Помер у віці 68 років в Берліні.

## Нагороди
- Залізний хрест 2-го класу зразка 1870 року із застібками «25» і зразка 1914 року
- Пам'ятна військова медаль за кампанію 1870-71
- Орден Червоного орла
  - 3-го класу з бантом і короною
  - великий хрест
- Орден Чорного орла
- Орден Святого Йоанна (Бранденбург), лицар справедливості
- Орден Корони (Пруссія) 1-го класу
- Хрест «За вислугу років» (Пруссія)
- Орден Альберта Ведмедя, великий хрест
- Орден Бертольда I, великий хрест
- Орден Церінгенського лева, великий хрест з дубовим листям
- Орден «За заслуги» (Баварія), великий хрест
- Орден Вендської корони, великий хрест з короною в золоті
- Орден Грифа, командорський хрест
- Орден Заслуг герцога Петра-Фрідріха-Людвіга, почесний командорський хрест
- Орден Альберта (Саксонія), великий хрест із золотою зіркою